# بیانیه گنو

لوگوی گنو

بیانیه گنو (به انگلیسی: GNU Manifesto) در مارس ۱۹۸۵ توسط ریچارد استالمن نوشته شد و در ژورنال ابزارهای نرم‌افزاری دکتر داب به چاپ رسید تا توضیح و تعریف پروژه گنو را ارائه دهد و دعوت به همکاری و پشتیبانی کند. این بیانیه در جنبش نرم‌افزار آزاد با احترام زیاد نگه‌داری می‌شود و یک منبع فلسفی بنیادی است. متن کامل آن در نرم‌افزارهای گنو مثل ایمکس گنجانده شده‌است و از طریق وب نیز در دسترس است.